# Người Anh
Người Anh (tiếng Anh: English, tiếng Anh cổ: Ænglisc) là một dân tộc và là nhóm dân tộc bản địa Anh (England), có nguồn gốc từ bán đảo Jutland (Đan Mạch) cùng khu vực miền Bắc nước Đức ngày nay, với ngôn ngữ chính là tiếng Anh. Danh tính của người Anh bắt nguồn từ thời đầu Trung Cổ, khi họ đã được biết đến trong tiếng Anh cổ là Anglecynn. Anh bây giờ là một quốc gia thuộc Vương quốc Anh, và đa số người dân Anh ở Anh là công dân của Vương quốc Anh. Tên dân tộc England bắt nguồn từ người Angles, một nhóm người German đến từ miền Bắc Đức.
Trong lịch sử, dân số Anh có nguồn gốc từ một số nhóm người gần giống nhau về mặt di truyền - ban đầu là người Briton (hoặc Brython), các bộ tộc German tới định cư tại khu vực, bao gồm cả người Angles, người Saxon và người Jute, gọi chung là người Anglo-Saxon, những người đã sáng lập ra nước Anh (từ tiếng Anh cổ: Englaland), và sau này là người Đan Mạch, người Norman và các nhóm dân tộc khác. Theo Đạo luật Liên minh năm 1707, trong đó Vương quốc Anh đã trở thành một phần của Vương quốc Anh.
Người Anh đóng vai trò trung tâm trong sự hình thành của Đế quốc Anh, nguồn gốc của tiếng Anh, người Anh có những ảnh hưởng lớn tới sự phát triển của thế giới hiện đại với những phát minh, sáng kiến đóng góp cho thế giới. Nước Anh là khởi nguồn của cuộc Cách mạng Công nghiệp đã thay đổi lịch sử thế giới hiện đại.